# Тавасиев, Сосланбек Дафаевич
Сосланбе́к Дафа́евич Таваси́ев (осет. Тауасити Дафай фурт Сослӕнбег, 1894—1974) — осетинский советский скульптор. Народный художник Северо-Осетинской АССР (1955) и Башкирской АССР (1967). Лауреат Государственной премии СССР (1970).

## Биография
Родился в семье Дафа Тавасиева и Хаджигуассы Койбаевой в горном селении Фаснал (в Дигорском ущелье) Северной Осетии. По национальности осетин-дигорец. В семье было 16 детей, но не все выжили. Оставшиеся восемь детей: пять сыновей: Хаджират, Женя (Бездук), Хадзи, Ага (участник штурма Зимнего дворца), Сосланбек и три дочери.
Дафа ценил хорошее образование, поэтому его дети, и Сосланбек также, сначала посещали школу в Алагире, а потом подготовительный класс Владикавказской гимназии.
Сосланбек учился в гимназии, пока в 1914 году не был призван в армию в осетинский батальон.
В начавшейся после Октябрьской революции 1917 года гражданской войне выступил на стороне большевиков. Воевал против казачьих отрядов под командованием А. Г. Шкуро и Л. Ф. Бичерахова (за это он был одним из первых в Осетии награждён орденом Боевого Красного Знамени).
Принимал участие в выставке местных художников во Владикавказе, был направлен М. Г. Авсараговым на обучение в ленинградский Высший художественно-технический институт (бывш. Академия художеств, затем ЛИЖСА имени И. Е. Репина на учёбу. С отличием окончил факультет скульптуры.
Во время войны семья Тавасиева была эвакуирована в Стерлибашево. Сосланбек в 1941-42 годах был ответственным секретарем Уфимского городского отделения Союза художников.
Замысел памятника Салавату Юлаеву у Тавасиева возник во время проживания в Башкортостане в 1941—1946 годах.
Большую часть своей жизни Сосланбек Тавасиев прожил в Москве. Мастерская находилась на улице Верхняя Масловка.
Умер 10 апреля 1974 года в Москве. Похоронен на Новодевичьем кладбище.

## Работы

Памятник Салавату Юлаеву

Среди работ Тавасиева особенно выделяется памятник Салавату в Уфе (открыт 17 ноября 1967), ставший символом города и частью Герба Башкортостана. Другой известный монумент, автором которого является Тавасиев, — памятник Коста́ Хетагурову перед Осетинским драматическим театром во Владикавказе. За эту работу был удостоен почётного звания народного художника Северной Осетии.
Работы Сосланбека Тавасиева находятся в коллекциях Третьяковской галереи, Русского музея, российских и зарубежных музеев.

## Награды и звания
- народный художник Северо-Осетинской АССР (1955)
- народный художник Башкирской АССР (1967)
- Государственная премия СССР (1970) — за памятник Салавату Юлаеву в Уфе
- орден Красного Знамени (1919)
- орден Трудового Красного Знамени (1958)
- орден Трудового Красного Знамени (1968)
- Золотая медаль АХ СССР (1967)

## Семья
- Шубина, Галина Константиновна (9 сентября 1902, Воронеж — 20 декабря 1980, Москва) — первая жена, художник, член Московского и Российского союза художников. Окончила Академию художеств в Санкт- Петербурге. Работы находятся в Третьяковской галерее, в Русском музее, в музее им. А. С. Пушкина, в музее Маяковского, частных собраниях Италии, Германии, Англии. Развод
- Дмитриева, Галина Сосланбековна (10 сентября 1929, Москва — 18 декабря 2014, там же) — дочь, художник-график, живописец, книжный иллюстратор, член Московского, Российского и Международного союзов художников. Окончила МГХИ им. В. И. Сурикова.
- Дмитриева Анастасия Дмитриевна (14 марта 1959, Москва) — внучка, художник-график, живописец, дизайнер. Член Московского, Российского и Международного союзов художников. Окончила МГХИ им. В. И. Сурикова.
- Тавасиева (Воскресенская) Марина Фёдоровна (1916—1989, Москва) — вторая жена, художник-прикладник
- Тавасиев, Ростан Сосланбекович (1938—2006, Москва) — сын, художник-прикладник, график. Член СХ СССР. Произведения находятся в Музее-заповеднике «Абрамцево», СПГИХМЗ, ГИМ, Государственном Бородинском военно-историческом музее-заповеднике, Государственном военно-историческом и природном музее-заповеднике «Куликово поле», в частных собраниях России и за рубежом.
- Тавасиев, Ростан Ростанович (19 марта 1976, Москва) — внук, художник. Его произведения хранятся в Третьяковской галерее, Мультимедиа Арт музее и др.
- Тавасиева, Марина Ростановна (03 Мая 1977, Москва) - внучка, художник, искусствовед.

## Память
- В Республике Башкортостан в 2023 году Всемирным курултаем (конгрессом) башкир была учреждена Общественная награда имени Сосланбека Тавасиева, призванная выявлять и поощрять за вклад в развитие науки, культуры и образования Республики Башкортостан и башкирского народа, сделанный представителями других национальностей. Первое награждение состоялось 15 декабря 2023 года[2]. В церемонии награждения принял участие внук скульптора Ростан Тавасиев.
- В 2020 году Республике Башкортостан учреждена именная стипендия имени Сосланбека Тавасиева, которая назначается одному студенту государственной образовательной организации. Для назначении стипендии рассматривают студентов, добившихся высоких результатов в учебной деятельности и проявивших выдающиеся способности в области изобразительного и/или прикладных видов искусств[3].